# レジェンド・ザ・プロレスリング
レジェンド・ザ・プロレスリングは、日本のプロレスプロモーション。

## 歴史
- 2010年10月20日、藤波辰爾、長州力、初代タイガーマスクが設立。
- 2011年1月10日、後楽園ホールで旗揚げ戦を開催。

## 主要参戦選手
- 藤波辰爾
- 長州力
- 初代タイガーマスク
- ヒロ斉藤
- 長井満也
- スーパーライダー
- 矢口壹琅
- 倉島信行
- 石井智宏
- スーパータイガー（2代目）
- タイガーシャーク

## スタッフ

### レフェリー
- 田山正雄（フリー）

### リングアナウンサー
- 田中秀和（フリー）